# Ōkubo Tadatomo
Ōkubo Tadatomo (大久保忠朝, , 24 de dezembro de 1632 - 25 de outubro de 1712) foi um daimyō do início do Período Edo da História do Japão. Ele foi designado pelo shogunato Tokugawa para Domínio de Karatsu  , depois para o Domínio de Sakura e finalmente para o Domínio de Odawara na Província de Sagami (atual Kanagawa ), onde seus descendentes permaneceram até a Restauração Meiji .

## Vida
Tadatomo era filho de Ōkubo Noritaka, um hatamoto vassalo do Clã Nambu e descendente de Ōkubo Tadachika . Devido à morte prematura de seu pai, Tadatomo foi adotado por seu irmão Ōkubo Tadamoto , o primeiro Daimyō de Karatsu, a quem ele serviu como pagem.
Tadatomo tornou Daimyō de Karatsu após a morte de seu irmão em 1670. Foi indicado para o  Rōjū pelo Shogun Ietsuna em 1677 . Seu título na corte mudou de  Dewa-no-Kami para Kaga-no-Kami.
No ano seguinte, ele foi transferido para Domínio de Sakura na Província de Kazusa . Suas rendas aumentaram 10.000 koku em 1680 e seu título de cortesia foi elevada a Chamberlain . Em 1684, o Tairō Hotta Masatoshi foi assassinado pelo wakadoshiyori Inaba Masayasu , e seu primo Inaba Masamichi foi punido com a mudança do Domínio de Odawara para o Domínio de Takata na Província de Echigo muito menor . Por essa razão Odawara foi atribuído a Ōkubo Tadatomo em 1686 . Suas rendas foram aumentadas, atingindo um total de 113.000 koku em 1698. Retirou-se da vida pública em 1698 e morreu em 1712. Sua sepultura está localizada no templo de Saisho-ji em Setagaya, Tóquio .
O jardim Shiba Rikyu em Tóquio foi originalmente construídos na residência de Edo  de Tadatomo em 1678, quando servia o Shogun Ieshige.
Tadatomo nunca foi oficialmente casado, e seu filho e herdeiro Ōkubo Tadamasu era filho de uma concubina .

| Precedido por Ōkubo Tadamoto      | Daimyō de Karatsu 1670-1678 | Sucedido por Matsudaira Norihisa |
| Precedido por Matsudaira Norihisa | Daimyō de Sakura 1678-1686  | Sucedido por Toda Tadamasa       |
| Precedido por Inaba Masamichi     | Daimyō de Odawara 1686-1698 | Sucedido por Ōkubo Tadamasu      |